# Zona Zamfirova (film)
Pour plus de détails, voir Fiche technique et Distribution.
Zona Zamfirova (en serbe cyrillique : Зона Замфирова) est une comédie dramatique de 2002 de Zdravko Šotra. Le film est basé sur le livre de l'écrivain serbe Stevan Sremac de 1906. Ce fut le film serbe le plus regardé avec plus d'un million de spectateurs en Serbie.[réf. nécessaire]

## Synopsis
L'histoire de la fille d'un riche notable (Zona Zamfirova) qui tombe amoureuse de Mane, un homme de condition sociale plus basse.

## Fiche technique
- Titre : Zona Zamfirova
- Titre original : Зона Замфирова
- Réalisation : Zdravko Šotra
- Scénario : Zdravko Šotra d'après le roman de Stevan Sremac
- Musique : Nenad Milosavljevic
- Photographie : Veselko Krcmar
- Montage : Petar Putnikovic
- Production : Miroslav Mitic
- Société de production : Dream Company et Radiotelevizija Beograd
- Pays :  Yougoslavie
- Genre : Comédie dramatique
- Durée : 104 minutes
- Dates de sortie : 
  - Yougoslavie : 31 octobre 2002

## Distribution
- Katarina Radivojevic : Zona Zamfirova
- Vojin Cetkovic : Mane Kujundzija
- Dragan Nikolić : Hadzi Zamfir
- Milena Dravić : Tasana
- Radmila Zivkovic : Doka
- Nikola Djuricko : Perica
- Sloboda Micalovic : Vaska
- Nebojsa Ilic : Manulac
- Branimir Brstina : Jordan
- Danica Maksimovic : Persa
- Ružica Sokić : Taska
- Jelica Sretenovic : Kaliopa
- Svetlana Bojković : Jevda
- Ana Franić : Izmecarka Vasilija
- Predrag Ejdus : Francisek
- Tihomir Stanic : Stevan Sremac
- Aleksandar Marinkovic : Pajica
- Marija Vickovic : Kalina
- Sonja Krstovic : Uranija
- Bojana Bambic : Gena
- Vladimir Crvenkovic : Pote
- Aleksandar Mihailovic : Kote
- Mihajlo 'Bata' Paskaljevic : Fenjerdzija
- Mladen Nedeljkovic : Novinar
- Biljana Krstic : Ajsa
- Jana Milosavljevic : Mala Zona
- Ljubisa Barovic : Gmitrac